# Burhinus vermiculatus
Burhinus vermiculatus е вид африканска птица от семейство Туриликови. Видът обитава континента основно в Субсахарска Африка. Дължината на тялото му е около 41 cm и тегло 270 g.

## Разпространение
Видът е разпространен в Ангола, Ботсвана, Буркина Фасо, Бурунди, Габон, Гана, Етиопия, Замбия, Зимбабве, Камерун, Демократична република Конго, Република Конго, Кот д'Ивоар, Кения, Либерия, Малави, Мозамбик, Намибия, Нигер, Нигерия, Руанда, Сенегал, Сомалия, Свазиленд, Танзания, Уганда, Централноафриканската република и Южна Африка.

## Подвидове
- Burhinus vermiculatus buettikoferi (Reichenow, 1898)
- Burhinus vermiculatus vermiculatus (Cabanis, 1868)